# Gianbattista Baronchelli
Gianbattista Baronchelli (Ceresara, 6 de setembro de 1953), conhecido também como Gibi, foi um ciclista italiano, profissional entre os anos 1974 e 1989, durante os quais conseguiu 94 vitórias.
Como amador, ganhou o Giro d'Italia e o Tour do Porvenir em 1973.
Como profissional, o Giro foi sempre a sua corrida, ainda que nunca conseguiu alçar com o triunfo final. Foi 2º em 1974 e 1978, 3º em 1977, 5º em 1976, 1980 e 1982, 6º em 1984 e 1985, e 10º em 1975 e 1981.
Em seu palmarés também destacam uma medalha de prata no Campeonato do Mundo de 1980 e dois triunfos no Giro di Lombardia.

## Palmarés
| 1974 - 2º no Giro d'Italia 1975 - Troféu Baracchi - Troféu Laigueglia 1976 - Volta ao País Basco, mais 2 etapas - Giro da Romagna 1977 - Giro de Lombardía - Giro dos Apeninos - Tour di Romandia, mais 1 etapa - 3º no Giro de Itália, mais 1 etapa 1978 - 2º no Giro de Itália, mais 1 etapa - Giro do Piamonte - Giro dos Apeninos - Coppa Placci - Tour de Umbria 1979 - Giro dos Apeninos - Giro da Romagna 1980 - Coppa Sabatini - 1 etapa do Giro de Itália - Giro do Piamonte - Giro dos Apeninos - 2º no Campeonato Mundial em Estrada - 3º no Campeonato de Itália em Estrada - Giro d'Emilia - Giro Reggio Calabria - Grande Prémio de Frankfurt - GP Montelupo | 1981 - 1 etapa do Giro de Itália - Giro dos Apeninos - Giro de Lazio - Giro de Toscana - Giro dei Puglia 1982 - 3º no Campeonato de Itália em Estrada - Giro dos Apeninos - Tour de Umbria 1984 - Giro de Toscana 1985 - 1 etapa da Volta a Espanha 1986 - Giro de Lombardía - 1 etapa do Giro de Itália |

## Resultados em Grandes Voltas e Campeonatos do Mundo
| Corrida         | 1974 | 1975 | 1976 | 1977 | 1978 | 1979 | 1980 | 1981 | 1982 | 1983 | 1984 | 1985 | 1986 | 1987 | 1988 | 1989 |
| --------------- | ---- | ---- | ---- | ---- | ---- | ---- | ---- | ---- | ---- | ---- | ---- | ---- | ---- | ---- | ---- | ---- |
| Volta a Itália  | 2º   | 10º  | 5º   | 3º   | 2º   | -    | 5º   | 10º  | 5º   | 17º  | 6º   | 6º   | Ab.  | -    | -    | -    |
| Volta a França  | -    | -    | Ab.  | -    | -    | Ab.  | -    | -    | -    | -    | -    | -    | -    | -    | -    | -    |
| Volta a Espanha | -    | -    | -    | -    | -    | -    | -    | -    | -    | -    | -    | Ab.  | -    | -    | -    | -    |